# La marca del vampiro
La marca del vampiro es una película estadounidense de terror estrenada en 1935 y dirigida por Tod Browning. Entre los protagonistas se encuentran Lionel Barrymore, Elizabeth Allan, Bela Lugosi y Lionel Atwill. El guion estuvo a cargo de Guy Endore y Bernard Schubert, basándose en London After Midnight, película muda estrenada apenas ocho años antes, en 1927, y dirigida también por Tod Browning. La película está ambientada durante inicios del siglo XX en un pequeño poblado de la República Checa, que recientemente ha sido azotado por una serie de extraños e inesperados asesinatos cuyas víctimas presentan unos enigmáticos orificios alrededor del cuello, lo cual hace creer a los supersticiosos pobladores que los responsables de aquellos crímenes son nada más ni nada menos que los vampiros.
La película originalmente contaba con más de 80 minutos de duración, pero Metro Goldwyn Mayer decidió recortar (luego de la previsualización) ciertas escenas que eran consideradas 'inapropiadas' para la época. Browning, por su parte, no pudo hacer gran cosa para frenar la mutilación de la cinta, principalmente debido a que su última película (Freaks) había sido un completo fracaso en taquilla y el estudio había decidido ejercer presión sobre las nuevas producciones del cineasta. Esto explicaría por qué varios actores aparecen en los títulos de crédito sin que lleguen aparecer en ningún momento del metraje.
Metro Goldwyn Mayer también realizó cambios en el guion: por ejemplo, en la historia original el Conde Mora (interpretado por Bela Lugosi) mantenía una relación incestuosa con su hija Luna, lo que terminaría llevándolo al suicidio, pegándose un tiro en la cabeza. Esto explicaría por qué a lo largo de la película se observa constantemente una herida de bala en su sien derecha; sin embargo, luego de los cortes, la trama quedó inconclusa e inacabada.

## Argumento

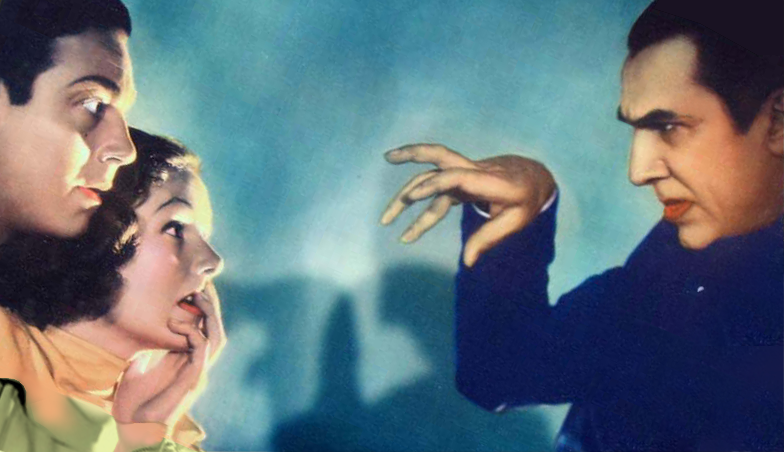
Bela Lugosi, Elizabeth Allan y Henry Wadsworth en una foto publicitaria coloreada del film.

Sir Karell Borotyn (Holmes Herbert) es encontrado muerto en su casa, con dos extrañas heridas puntiformes en el cuello. El médico tratante, el Dr. Doskil (Donald Meek) y un amigo del difunto, el barón Otto (Jean Hersholt) están convencidos de que el responsable del crimen es un vampiro. Ellos sospechan del Conde Mora (Bela Lugosi) y de su hija, Luna (Carroll Borland). Sin embargo, el inspector a cargo del caso (Lionel Atwill) se niega a creer en tan fantasiosa historia.
La hija del fallecido parece ser la próxima víctima. Por ello, el Profesor Zelen (Lionel Barrymore), experto en temas de vampirismo y ocultismo, llega al lugar con el fin de poder evitar la muerte de esta. Al mismo tiempo, se revelan oscuros secretos en torno a la muerte de Borotyn.

## Reparto

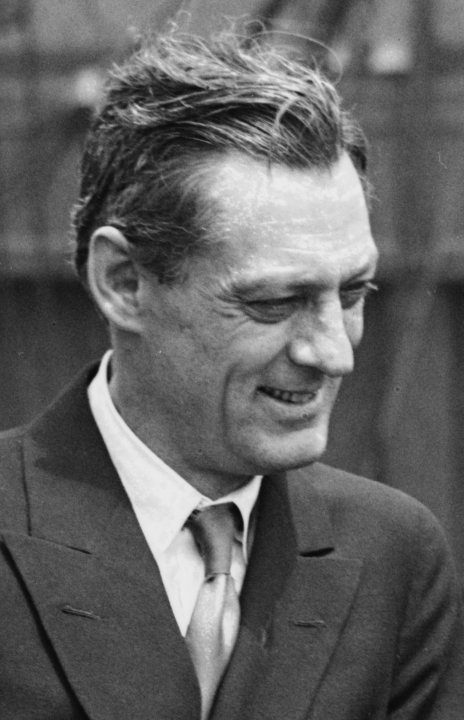
Lionel Barrymore interpretó al Profesor Zelen, siendo esta su segunda colaboración en una producción de Tod Browning.

- Lionel Barrymore como el Profesor Zelen. Esta no era la primera vez que Barrymore colaboraba como actor en alguna producción de Browning, ya lo había hecho antes, en El palacio de las maravillas, película muda estrenada en 1927, y de la cual Barrymore era protagonista. Tampoco sería la última vez, ya que el ganador del Óscar al mejor actor en 1931 volvería a trabajar con Browning tan sólo unos meses más tarde, en la película de terror Muñecos infernales, estrenada en 1936, y en la que Barrymore obtendría el papel principal.
- Elizabeth Allan como Irena Borotyn. Esta sería la única vez que Allan participaría en alguna producción dirigida por Browning. Se rumoreó que Allan mantuvo un romance secreto durante el rodaje con el productor de la película, Eddie Mannix, quien por aquel entonces llevaba dieciséis años casado con su primera esposa, Berenice. Bela Lugosi, por su parte, mantenía distancia con la actriz, llegando a afirmar en cierta ocasión -y en el set de grabación de esta película- que no se asociaba con ella por 'su mala reputación'.[1] Un año más tarde, Allan alcanzaría el estrellato al compartir papeles con Greta Garbo en la película de drama Camille, estrenada en 1936.
- Bela Lugosi como el Conde Mora. Lugosi colaboraría por segunda vez con Browning en esta producción, ya que lo había hecho por primera vez cuatro años antes en el también filme sobre vampiros Drácula, estrenada en 1931. Debido a que el filme se rodó durante enero y febrero de 1935, Lugosi se vio obligado a rechazar el papel principal en la película de Universal Studios, Werewolf of London, que también se grabó paralelamente a esta. Warner Oland ocuparía su lugar, interpretando al Dr. Yogami. Lugosi no tiene ningún diálogo en toda esta película, a excepción de un breve intercambio de palabras en la parte final.
- Lionel Atwill como el Inspector Neumann. Esta sería la primera y última vez que Lionel Atwill colaboraría en alguna producción dirigida por Browning. Atwill se ganaría un nombre en Hollywood principalmente por sus actuaciones en películas de terror de bajo presupuesto-la mayoría producidas por Universal Studios- durante los años 30; hasta su declive cinematográfico producido por un escándalo sexual (en el cual se le acusó de violación) en 1940.
- Carroll Borland como Luna. Fue todo un reto para la actriz realizar una escena de la película, donde su personaje, Luna, volaba como un murciélago. Se intentó, en un primer momento, utilizar una doble para la escena, sin embargo, esta sufriría de mareos y náuseas durante las grabaciones, haciéndole imposible continuar con el rodaje. Para realizar la escena fue necesario atarle cables (que iban desde su cuello hasta sus tobillos) lo suficientemente gruesos como para poder alzarla. Se requirió repetir varias veces la escena para poder conseguir lo logrado en el filme.
- Jean Hersholt como el Barón Otto von Zinden.
- Donald Meek como el Dr. J. Doskil.

## Respuesta
La película logró recaudar lo necesario tanto en Estados Unidos como Europa. Esto significó un gran alivio para Browning, ya que su anterior película, titulada Freaks (estrenada apenas tres años antes) había resultado ser un completo fracaso tanto en taquillas como en la opinión pública. La película es considerada usualmente entre el público como una sátira hacia el cine de terror convencional. Muchos actores-e incluso personal de producción- se había opuesto inicialmente a la idea (en especial Lugosi), sin embargo; Browning logró convencer al equipo de rodar la película con el desenlace original.

### Censura en Europa
Meses después, la película fue llevada a Europa para estrenarse en países como Polonia, España, Suecia y Hungría. Sin embargo, Polonia no recibió positivamente a la película, y el Consejo de Censura de ese país decidió vetarla de sus salas de cine, argumentando que el contenido de esta podría llegar a ser muy 'perturbador'. Mientras tanto en Hungría, los censores decidieron realizar diversos cortes a la cinta. Entre las escenas eliminadas se encontraban aquellas que contenían sangre, disparos a murciélagos y gritos. En territorio sueco también se prohibió la proyección de la película.

### Crítica actual
La película mantiene actualmente críticas mixtas, y aunque la mayoría de veces se ha criticado el desarrollo lento y poco coherente de la misma, la gran mayoría de críticos ha estado de acuerdo con que las actuaciones (principalmente la de Lugosi) y la atmósfera conseguida por Browning hacen de ella toda una joya del cine. El crítico de cine Carlos Cuesta afirmó: «[...] El desarrollo de la trama es lento y a veces aburrido, carente de ritmo y pesado [...] No obstante, el ambiente donde se desenvuelve la acción está muy conseguido, y la actuación de Bela Lugosi puede considerarse sobresaliente si se tiene en cuenta el momento de rodar la película.»
Por su parte, el crítico de cine Alberto Abuín escribió: «La marca del vampiro es una de las primeras películas en las que su director juguetea con el espectador de forma totalmente desvergonzada al hacerle partícipe de una broma personal, un intento de reírse de sí mismo [...] La víctima es un espectador totalmente inocente —incluso viendo la película hoy día— que se deja engañar maravillosamente por el realizador, que ha partido de un relato escrito por él».
La película actualmente mantiene un rating del 77% en la página Rotten Tomatoes, basado en 13 comentarios, de los cuales 10 son positivos y 3, negativos. Mientras que en la página Abandomoviez la película cuenta con un ráting de 7.48/10, basado en un total de 11 críticas.